# Lędziny
Lędziny este un oraș în Polonia.